# Цоглин Юлія Георгіївна
Юлія Георгіївна Цоглин (нар. 2 вересня 1934, Москва, СРСР — пом. 14 травня 2010, там же) — радянська російська кіноактриса.

## Біографія
Юлія Цоглин народилася 2 вересня 1934 року, навчалася в Москві в школі № 124 на Великій Бронній вулиці, де разом з нею навчалася Тетяна Самойлова, майбутня відома актриса. Закінчила школу в 1953 році.
Дебютувала у кіно в 1958 році (Ксенія Івлєва у фільмі Лева Саакова «На дорогах війни»). Багато знімалася в 1960—1970 роках.
Померла в Москві 14 травня 2010 року. Похована на Головинському кладовищі в Москві.

## Родина
- Чоловік — кіноактор Володимир Федорович Протасенко (1938—2015)[2].
- Син — телеведучий Гліб Володимирович Протасенко.

## Фільмографія

### Актриса
- 1958 — Шляхами війни —  Ксенія Івлєва
- 1959 — Дорога йде вдалину —  Олена Шатрова
- 1961 — А якщо це кохання? —  Наташа Смирнова
- 1962 — Грішниця —  епізод
- 1962 — Звільнення на берег —  дружина Василя
- 1963 — Це сталося в міліції —  Люся Кравченко, наречена Бубенцова
- 1967 — Зірки і солдати (угор. Csillagosok, katonák, Угорщина, СРСР) —  медсестра
- 1968 — Десята частка шляху
- 1968 — Люди, як річки —  по службі Параски
- 1969 — Чайковський —  учениця Рубінштейна (немає в титрах)
- 1970 — Потяг у завтрашній день
- 1972 — Мічений атом —  касир на вокзалі
- 1972 — Перший іспит —  епізод
- 1973 — Біля цих вікон... —  співробітниця ательє
- 1973 — Справи сердечні —  диспетчер «Швидкої допомоги»
- 1973 — Невиправний брехун —  перукар
- 1973 — Нейлон 100 % —  пацієнтка Бадєєва
- 1975 — Ця тривожна зима —  мама Колі
- 1976 — Два капітана —  медсестра на фронті
- 1976 — Зрадниця —  вчителька
- 1976 — Слово для захисту —  Катя Соколова
- 1979 — Нерозділене кохання —  дама за лаштунками
- 1980 — Петрівка, 38 —  Галина Василівна, дружина Садчикова, хірург
- 1980 — Розслідування —  епізод
- 1981 — Брелок з секретом —  провідниця

### Озвучення
- 1958 — Попіл і діамант (пол. Popiól i diament, Польща) — Кристіна (роль Єви Кшижевської)